# (27708) 1987 WP
1987 دابليو بي (ويعرف أيضًا باسم (27708) 1987 دابليو بي وفق تسمية الكوكب الصغير) (بالإنجليزية: 1987 WP)‏ هو كويكب ضمن حزام الكويكبات؛ وترتيبه 27708 من حيث الاكتشاف.
اكتُشف هذا الجُرم الفلكي بواسطة Jeff T. Alu ‏ في 20 نوفمبر 1987.

## وصلات خارجية
- (27708) 1987 WP في قاعدة بيانات مختبر الدفع النفاث لأجرام النظام الشمسي الصغيرة

- الاكتشاف · مخطط المدار ·  العناصر المدارية · المعلمات المادية

- (27708) 1987 WP على موقع ويكي سكاي: DSS2, SDSS, GALEX, IRAS, Hydrogen α, X-Ray, Astrophoto, Sky Map, Articles and images